# Veluwe

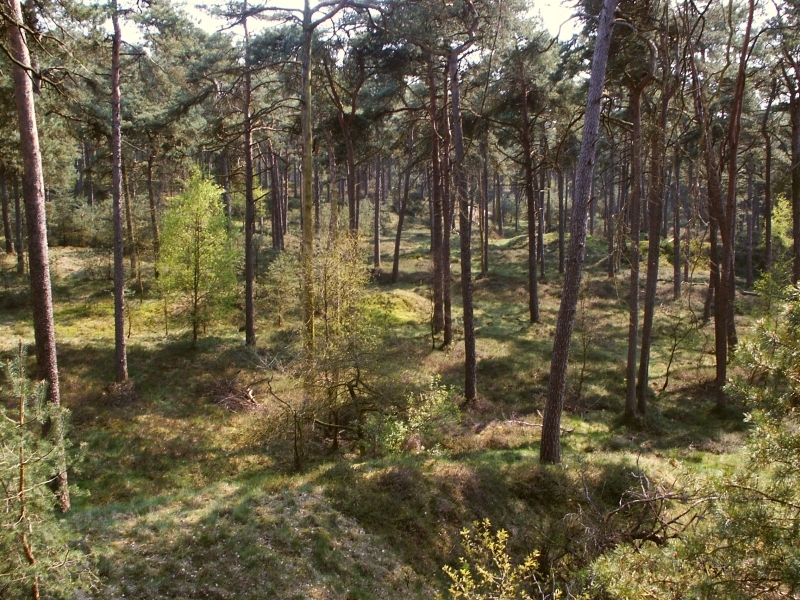
Un bosc del Veluwe

El Veluwe és una cresta de turons boscosos (uns 1.100 km²) situat a la província de Gelderland, als Països Baixos. Al Veluwe s'hi troben diversos paisatges, com ara boscos, landes, alguns petits llacs, i les dunes de sorra més grans d'Europa.
El Veluwe és el complex de morrena empesa més gran dels Països Baixos, arribant fins als 60 km de nord a sud, i arribant fins a alçades de 110 metres. El Veluwe es va formar per la glaciació saaliana durant el Plistocè, fa uns 200.000 anys. Glaciars d'uns 200 metres de gruix van empènyer els dipòsits de sorra del delta del Rin i del Mosa, creant els turons que actualment formen el Veluwe. Com que aquests turons estan fets de sorra, l'aigua de pluja s'infiltra molt de pressa, transcorreguent per sota terra a gran profunditat fins als límits dels turons, quan torna a sorgir a la superfície.
Originalment, el Veluwe estava envoltat per un seguit de pantans, molt poblats d'animals com els cérvols o els senglars, ja que eren molt rics en vegetació. Des del 1990 s'està planificant restaurar aquests antics pantans, bloquejant els sistemes de drenatge que els grangers hi han instal·lat els darrers 150 anys. Això provoca que el canvi de terres seques a humides es produeixi en pocs metres de distància.

## Etimologia
Veluwe deriva del germànic *falwa (pàlid), en el sentit de "no fèrtil" o "inproductiu". Probablement es va anomenar així aquesta zona en contraposició a les "terres bones" fèrtils del Betuwe, al sud.

## Geografia
Hi ha 21 municipis a la regió del Veluwe: Apeldoorn, Arnhem, Barneveld, Brummen, Ede, Elburg, Epe, Ermelo, Harderwijk, Hattem, Heerde, Nijkerk, Nunspeet, Oldebroek, Putten, Renkum, Rheden, Rozendaal, Scherpenzeel, Voorst i Wageningen.

## Flora i fauna

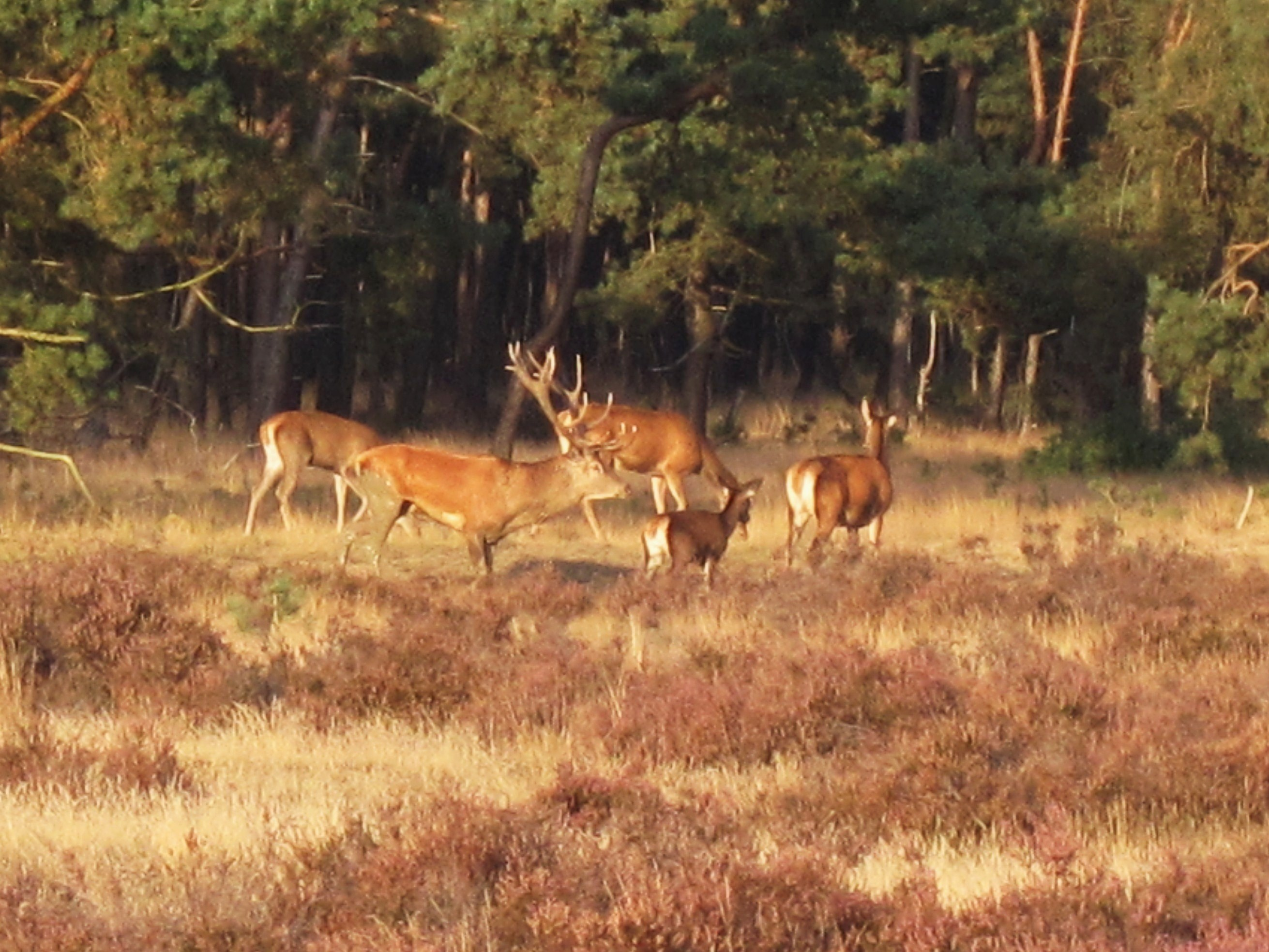
Cérvol comú al Parc Nacional De Hoge Veluwe.

Als boscos del Veluwe hi ha tant coníferes com decídues, així com més de 500 espècies de plantes diferents. La regió és també la casa d'una gran diversitat d'animals, com ara els senglars, diverses espècies de Cérvol, així com de serps (inclosa l'escurçó europeu), martes, guineus i toixons. A més, s'hi ha pogut reintroduir diverses espècies de corb, i els exòtics muntjac de Reeves i mufló poden ser vistos de tant en tant. Gràcies a tot això, el Veluwe és considerat com un dels millors indrets dels Països Baixos per veure vida salvatge.

## Desenvolupament
Diverses parts del Veluwe havien estat separades per carreteres, ciutats i granges, i actualment estan sent reconnectades, retornant camps de conreu al bosc i creant espais perquè els animals puguin creuar les autopistes de manera segura. El 2012 nou d'aquests enllaços ja havien estat construïts, cada un separat de l'anterior per 50 metres, i recoberts de vegetació per encoratjar als animals a utilitzar-los. També se n'estan creant de nous perquè connectin el Veluwe amb altres àrees naturals, com ara l'Oostvaardersplassen als Països Baixos, mentre que s'està estudiant la possibilitat de connectar amb àrees d'Alemanya. Es creu que aquestes accions faran que la diversitat genètica dels animals s'incrementi.

## Turisme i entreteniment

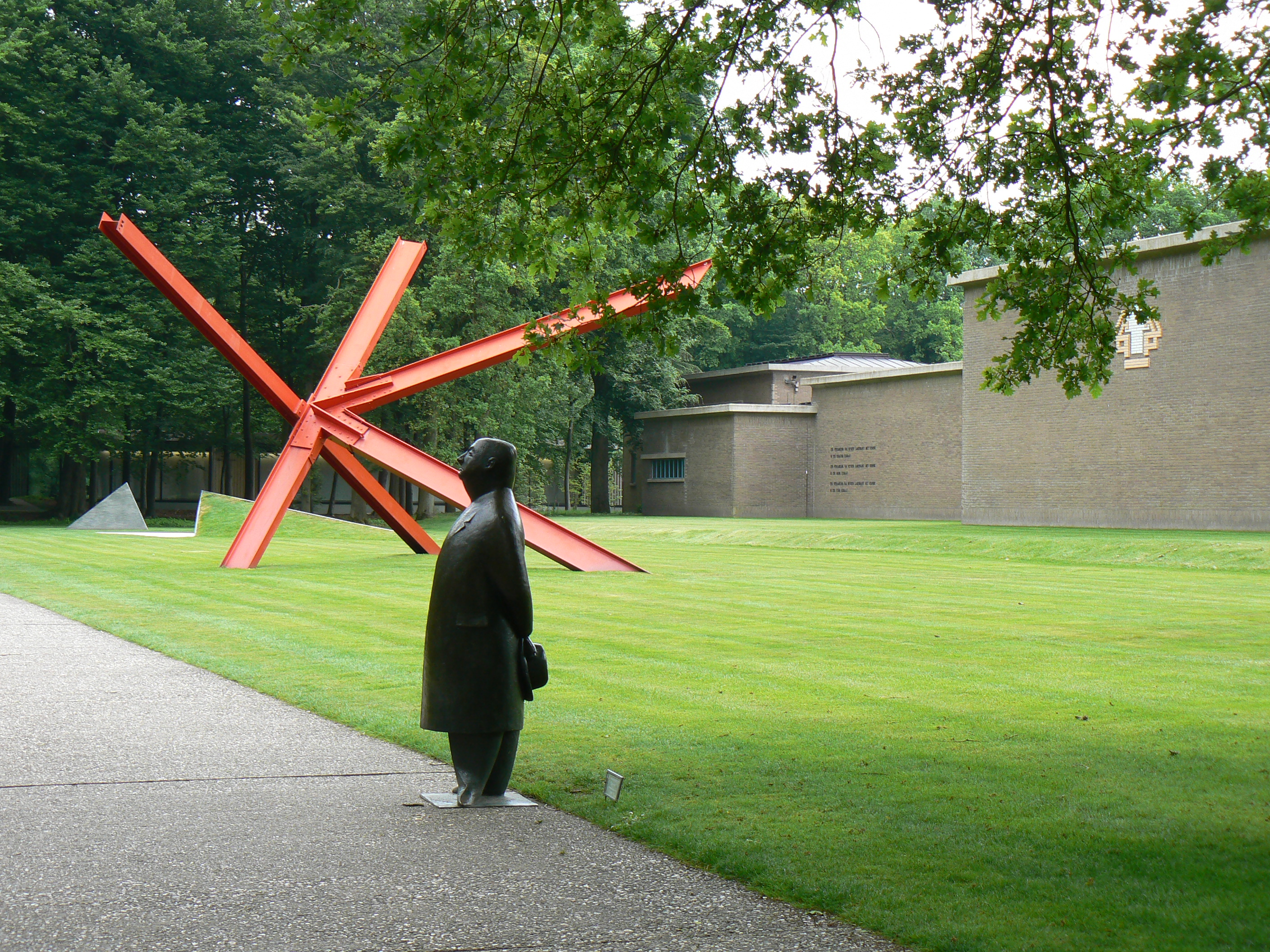
Museu Kröller-Müller a Otterlo

El Veluwe és una destinació turística popular, especialment per al públic neerlandès que busca unes vacanves breus al seu país. Diversos càmpings i bungalows poblen la zona, essent els més buscats pels visitants. Hi ha més de 500 parcs d'aquest tipus, més que tots els que hi ha a Suïssa. Molts d'aquests es troben als límits de l'àrea natural. L'objectiu és aconseguir convertir tot el Veluwe en un gran Parc Nacional, assolint els estàndards de la UICN pels Parcs Nacionals. Per aconseguir-ho, també s'està plantejant retirar les barreres del De Hoge Veluwe, així com d'altres indrets. El 2006 una antiga zona industrial del poble de Renkum fou traslladat perquè bloquejava una vall important per a les migrancions dels animals, així com un complex militar prop de Nunspeet.
A més de la bellesa natural de l'àrea, d'altres atraccions turítiques inclouen 4 zoos, uns 50 museus com el Kröller-Müller art museum o el palau reial Het Loo d'Apeldoorn. El Centre Nacional d'Esports Papendal, un gran complex esportiu, així com unes instal·lacions d'entrenament dels Jocs Olímpics, es troben al sud del Veluwe, prop d'Arnhem.